# Web tv-serie
En Web TV-serie er TV-serie med henblik for distribution på nettet. Fænomenet er stærkt tiltaget efter udbredelsen af nutidens streamingmuligheder såsom Netflix, HBO, amerikanske HULU eller videodistributionen på eksempelvis YouTube og Vimeo. Også konventionelle TV-kanaler har de seneste år bevæget sig ud i produktion med udelukkende eller primært streaming som udbredelsesformat. Her kan nævnes norske Skam eller danske Anton 90.
| Fjernsyn | Spire Denne artikel om et tv-program er en spire som bør udbygges. Du er velkommen til at hjælpe Wikipedia ved at udvide den. |